# Místopředseda ústředního výboru Komunistické strany Číny
Místopředseda ústředního výboru Komunistické strany Číny (čínsky v českém přepisu Čung-kuo kung-čchan-tang čung-jang wej-jüan-chuej fu-ču-si, pchin-jinem Zhōngguó Gòngchǎndǎng Zhōngyāng Wěiyuánhuì fùzhǔxí, znaky zjednodušené 中国共产党中央委员会副主席) byla v letech 1956–1982 jedna z nejvyšších funkcí v Komunistické straně Číny.
Roku 1945 VII. sjezd Komunistické strany Číny přijal nové stanovy strany, podle nichž v čele vedení strany stál předseda ústředního výboru, který předsedal jednáním ústředního výboru (ÚV), politbyra i sekretariátu. Roku 1956 na VIII. sjezdu byly, vedle jiných změn v organizaci vedení strany, zavedeny funkce místopředsedů ÚV. Místopředsedy (stejně jako předsedu, politbyro, stálý výbor politbyra a sekretariát) volil ústřední výbor na svém prvním zasedání po sjezdu; místopředsedové byli vždy členy stálého výboru politbyra. Nejužší vedení strany (stálý výbor politbyra) se tedy po VIII. sjezdu skládalo z předsedy ÚV, místopředsedů ÚV (čtyř, od roku 1958 pěti) a generálního tajemníka sekretariátu.  
Roku 1966 ústřední výbor omezil počet místopředsedů na jednoho (ale stálý výbor politbyra rozšířil na jedenáct osob), což roku 1969 IX. sjezd Komunistické strany Číny zakotvil ve stanovách, roku 1973 X. sjezd Komunistické strany Číny opět umožnil zvolení více místopředsedů.
Roku 1982 XII. sjezd Komunistické strany Číny funkci předsedy ÚV zrušil a nahradil ho generálním tajemníkem ÚV. Zrušeny byly také funkce místopředsedů ÚV.
Místopředsedové ústředního výboru Komunistické strany Číny:
- po VIII. sjezdu, od září 1956: Liou Šao-čchi (do srpna 1966), Čou En-laj (do srpna 1966), Ču Te (do srpna 1966), Čchen Jün (do srpna 1966); 
  - od května 1958 i Lin Piao
  - od srpna 1966 pouze Lin Piao
- po IX. sjezdu, od dubna 1969: Lin Piao (zemřel v září 1971)
- po X. sjezdu, od srpna 1973: Čou En-laj (zemřel v lednu 1975), Wang Chung-wen (zatčen v říjnu 1976), Kchang Šeng (zemřel v prosinci 1975), Jie Ťien-jing, Li Te-šeng (odvolán v lednu 1975)
  - od ledna 1975 i Teng Siao-pching (odvolán v dubnu 1976, znovu od července 1977)
  - od dubna 1976 i Chua Kuo-feng (první místopředseda, v říjnu 1976 zvolen předsedou ÚV)
- po XI. sjezdu, od srpna 1977: Jie Ťien-jing, Teng Siao-pching, Li Sien-nien, Wang Tung-sing (odvolán v únoru 1980)
  - od prosince 1978 i Čchen Jün
  - od června 1981 i Čao C’-jang a Chua Kuo-feng (do června 1981 předseda ÚV)